# Fetket

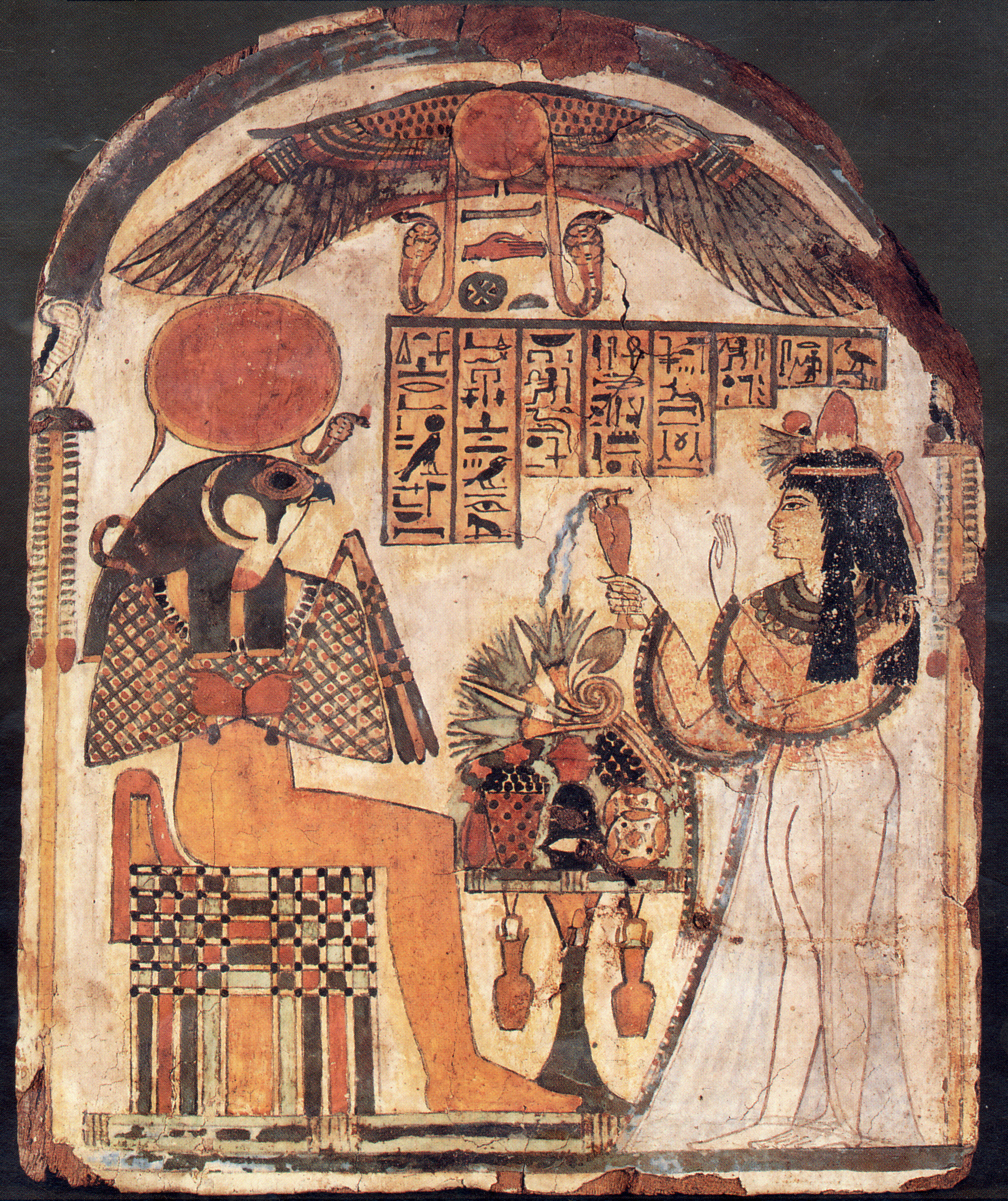
Offrandes de nourriture et de parfums à Rê-Horakhty, v. 950-700 av. J.-C.

Fetket est une divinité égyptienne s'occupant des nombreux habitants de l'Au-delà et chargée de pourvoir aux besoins du dieu Rê, du pharaon défunt et des morts en général. Il verse les boissons et tient les fonctions d'échanson, comme Ganymède et Hébé dans la mythologie grecque.
Dans les Textes des pyramides, Fetket est une entité masculine considérée comme « Le majordome de Rê ». Une variante intéressante fait de lui le chef de la domesticité divine : « Ô vous, Maîtres de cuisine et Préposés à la boisson, recommandez Téti [la défunte] à Fetket, l'échanson de Rê, que Rê recommande Téti aux Maîtres du ravitaillement. Quand il mord, qu'il donne à Téti, quand il sirote, qu'il donne à Téti ».